# José Viló y Rodrigo
José Viló y Rodrigo (Valencia, 1801-Moncada, 1868) fue un pintor de historia español.

## Biografía
Pintor de historia, nació en Valencia en 1801. Desde sus primeros años mostró afición por el estudio de las bellas artes, dedicándose especialmente a la pintura, cuyas primeras lecciones recibió en la Academia de San Carlos de su ciudad natal, hasta que en 1815 le tomó bajo su dirección el pintor José Zapata. En 1823 fue pensionado por dicha academia, por el término de tres años, para seguir la enseñanza de flores y adornos. En 3 de julio de 1831 se le confirió el título de académico supernumerario y el 5 de noviembre de 1837 fue nombrado académico de mérito.
Las principales obras que ejecutó fueron, según Ossorio y Bernard, «el lienzo que existe en el altar mayor de la capilla de la Comunión de la iglesia de San Mateo de Valencia», de catorce palmos de altura y que representaba a Nuestra Señora del Rosario con San Francisco y Santo Domingo a los lados, y grupos de ángeles y serafines; en la parroquia de San Bartolomé otro de Santa Filomena, colocado en una de las capillas del crucero de dicha iglesia; y el de Los desposorios de la Virgen que estaba en la capilla de San José de la parroquial de San Lorenzo. También fue autor de cuatro lienzos, en cuadro, de diez palmos cada uno, con pasajes de la vida de Nuestro Señor Jesucristo, para la catedral de Orihuela; en el pueblo de Benifayó de otro, de nueve palmos, representando a Cristo en la agonía con la Virgen y San Juan a los lados, el cual mereció muchos elogios por el dibujo y casta del colorido antiguo; un San Roque de nueve palmos, para la villa de Alcora; un Buen Pastor de trece palmos conservado en la iglesia parroquial de Crevillente; una tabla para el tabernáculo de la Sagrada Forma, dos mancebos en adoración y varias alegorías para Ollería; Nuestro Señor Jesucristo en la columna, otro cuadro de asunto histórico y un boceto, que se conservaban en el Museo provincial de Valencia, además de muchos trabajos que ejecutó tanto para particulares como para las suprimidas órdenes religiosas.
También fue conocido como restaurador, siendo su principal obra en este concepto la restauración de las tablas del altar mayor de la catedral de Valencia, de Pablo de Areggio y Francisco Neapoli. Murió en Moncada en 5 de febrero de 1868.